# Catacauma makilingianum
Catacauma makilingianum är en svampart som beskrevs av Syd. & P. Syd. 1916. Catacauma makilingianum ingår i släktet Catacauma och familjen Phyllachoraceae.   Inga underarter finns listade i Catalogue of Life.